# Bergtjärnen (Offerdals socken, Jämtland)
Bergtjärnen är en sjö i Krokoms kommun i Jämtland och ingår i Indalsälvens huvudavrinningsområde. Bergtjärnen ligger i Oldflån-Ansätten Natura 2000-område.